# Casas
Casas é um sítio povoado da freguesia de Santo António do Funchal, concelho do Funchal, Ilha da Madeira.
Este é um dos sítios menos povoados de Santo António.